# José de Villaviciosa

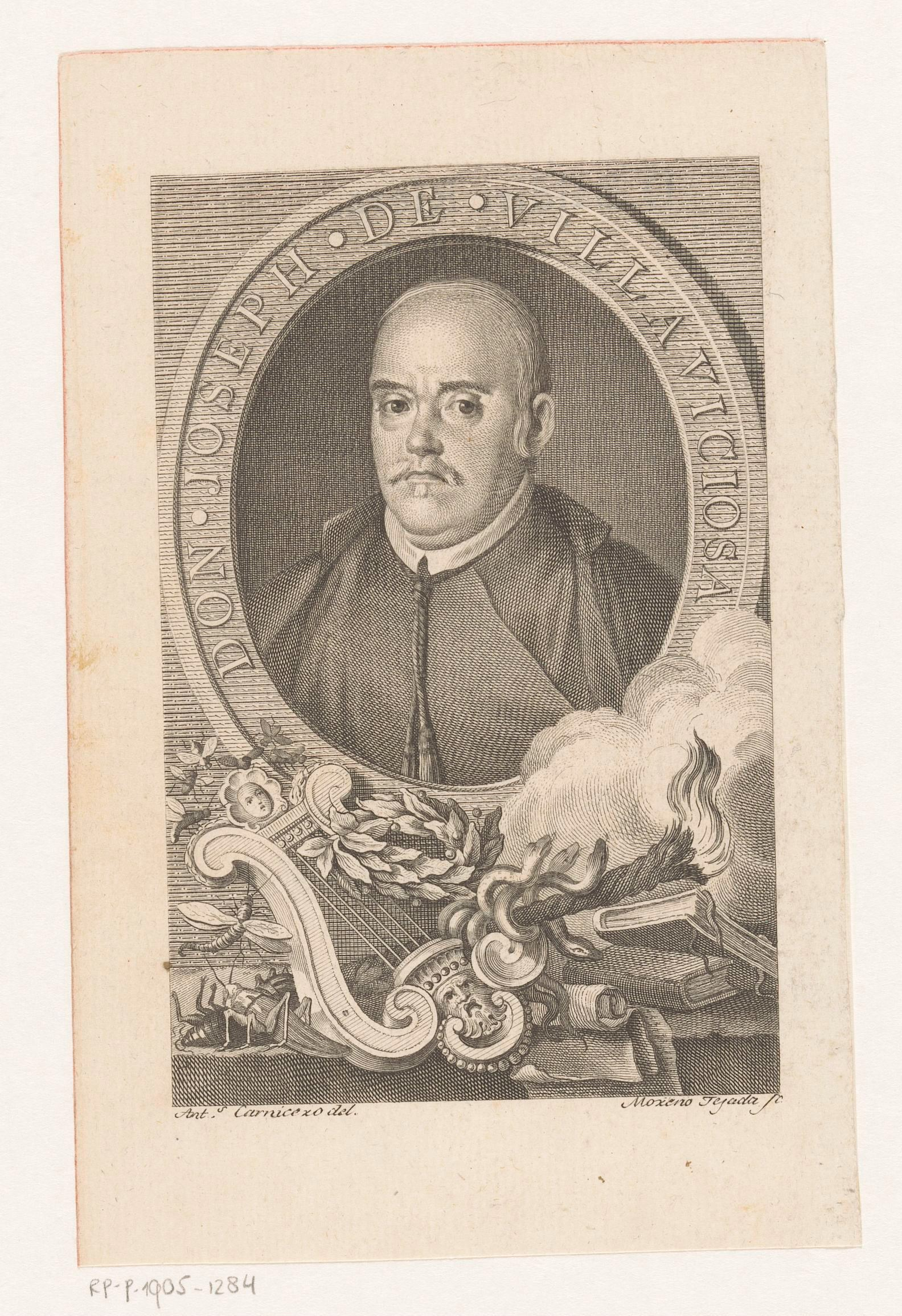
José de Villaviciosa.

José de Villaviciosa (* 1589 in Sigüenza (Guadalajara); † 28. Oktober 1658 in Cuenca) war ein spanischer Dichter.

## Leben
José de Villaviciosa zog als Kind mit seinen Eltern nach Cuenca. Dort erhielt er seinen ersten Unterricht. Mit knapp 26 Jahren verfasste er nach ersten schriftstellerischen Versuchen das burleske Epos La mosquea (Der Fliegenkrieg), das ihn bekannt machte. Parallel zur schriftstellerischen Tätigkeit studierte er Jura und Theologie. Er erlangte den Doktortitel der Rechtswissenschaften und wurde Jurist in Madrid.
1622 wurde er in Madrid als Berichterstatter beim Tribunal der Inquisition angestellt. Diese Stelle verwaltete er zur Zufriedenheit seiner Vorgesetzten, so dass er 1638 zum Inquisitor des Königreichs Murcia ernannt wurde und an der Kathedrale von Palencia eine Pfründe erhielt. Seit 1644 amtierte er als Inquisitor sowie seit 1648 auch als Kanonikus zu Cuenca und wurde ferner Archidiakon von Moya. Da er beim Großinquisitor gut angesehen war, konnte er seinen beiden Brüdern Ämter bei der Inquisition verschaffen. Er starb 1658 im Alter von knapp 70 Jahren in Cuenca.

## La Mosquea
La Mosquea. Poética inventiva en octava rima (Cuenca 1615) ist Villaviciosas einziges überliefertes poetisches Werk. Gewidmet ist es Pedro de Rávago, Regidor von Cuenca. Es ist ein komisches Heldengedicht in zwölf Gesängen nach dem Muster von Teofilo Folengos Fabeldichtung Moschaea (1521), die ihrerseits eine Nachahmung der griechischen Batrachomyomachia (Krieg der Frösche und Mäuse) darstellt. Villaviciosas Epos weist auch Anklänge an Homer, Vergil, Ovid und Dante auf. Das Epos handelt vom Krieg der Fliegen und ihren Verbündeten, angeführt von ihrem König Sanguilión, gegen die Ameisen und ihre Mitstreiter. Die Partei der Ameisen kann den Kampf für sich entscheiden.  
Das Werk gilt als eins der bedeutendsten Beispiele spanischer Versepik.